# تينوريت
التينوريت هو معدن أكسيدي صيغته الكيميائية هو CuO. سُمي بذلك نسبةً إلى عالم النبات الإيطالي ميشيل تينوري.